# Saint-Siméon (Eure)
Saint-Siméon je francouzská obec v departementu Eure v regionu Normandie. V roce 2010 zde žilo 318 obyvatel.

## Vývoj počtu obyvatel
Počet obyvatel 